# 惡魔公主 in BOX
《惡魔公主 in BOX》（箱入りデビルプリンセス）是松本真原作，根津舞香作畫的漫畫作品。於《月刊Comic Rush》2004年3月號（創刊號）起連載到2007年7月號。單行本全6卷，中文版由東立出版社出版發行。

## 故事簡介
草壁惠汰被同學夏樹強迫推銷能夠實現三個願望的箱子。箱子打開後，出現了魔界女王的女兒，次期女王候補之一的惡魔真紀。然而，實現三個願望的代價是契約者的靈魂要交給惡魔。由於真紀是第一次踏出魔界之城當中，對外界完全不了解，總是不斷引起麻煩。

## 登場人物
草壁 惠汰
參加田徑社，不太可靠的少年。被同班同學夏樹強迫推銷奇怪的魔法箱，打開後出現惡魔公主真紀，雖然沒有意願但還是和真紀訂了契約。
真紀
魔界女王的女兒，三個次期女王候補之一。到被惠汰招喚為止完全沒有出城過而不懂世故。個性活潑。是等級一的大惡魔，具有強大的魔力，但平時帶著10個戒指還有手環、腳環共12個封環以封印魔力。
美紀
次期女王候補之一。等級三的惡魔。被魔法香爐招喚出來。和真紀不同，個性大膽，行動力旺盛，使用不正當的手段和惠汰訂契約。
女王
真紀的母親。和天界訂定禁止天使和惡魔直接交戰等各種休戰協定，保持了數千年的世界平衡。
速見
學生會長兼田徑社長。外表美型，相當受到女性歡迎。因為惠汰和小時候死掉的狗很像而相當溺愛他。
原 涼子
學生會副會長。單戀速見，真紀出現後擔心自己的地位受到威脅而和天使希塔聯手。
希塔
8級天使。由於受到協定限制，無法直接對真紀出手而和涼子聯手，失敗後以「四板」的身分成為惠汰的班導。
森嶋 夏樹
惠汰的同班同學，經常賣給他奇怪的商品，真實身分是一級天使阿爾法。
野呂居 益造
惠汰、夏樹的同班同學，從幼稚園時代開始的青梅竹馬。個性灰暗，特技是用詛咒人行詛咒對手。長期拒絕上學，但在新年參拜時對真紀一見鍾情而再度開始上學。

### 12使魔
風之帕茲
大惡魔帕茲斯的分身。操縱風的使魔。外表像小孩子，出場次數最多。
龍之塔洛特
大惡魔亞斯塔洛特的分身。外表為單眼用眼罩覆蓋的紳士。使魔的領導人。
愛之塔洛泰
大惡魔亞斯塔洛泰的分身。和塔洛特是雙胞胎。負責在引起騷動後收拾善後。
放縱的列比
大惡魔列比亞坦的分身。使用刀劍做為武器。說話很衝。
魔軍的貝爾
大惡魔貝爾賽步的分身。非常自我中心，和塔洛特關係很差。
死神小哈
冥府支配者哈得斯的分身，沉默寡言。叫她時不加小就不會有反應。
美的納爾
魔界小丑納西斯的分身。能讓他人看到幻覺。
雷的多拉
雷鳴魔神因多拉的分身。和帕茲一樣是小孩子，容易生氣。
海魔摩比
海的支配者摩比迪克的分身。能夠引起海嘯或巨大化以壓扁對方。
鏡的泰
東岳大帝的分身。能在鏡中映出命運和未來。
時間的克羅
時空支配者克羅諾斯的分身。很愛說教，一旦開口就停不下來。
火焰的亞許
戰神阿修羅的分身。戰鬥力高強，缺點是很懶。

## 出版書籍

### 日文版
1. 2004年10月15日初版發行 ISBN 9784861760174
2. 2005年7月15日初版發行 ISBN 9784861761805
3. 2006年1月15日初版發行 ISBN 9784861762680
4. 2006年7月15日初版發行 ISBN 9784861763168
5. 2007年2月15日初版発行 ISBN 9784861763779
6. 2007年7月15日初版発行 ISBN 9784861764158

### 中文版
1. 2008年4月25日初版發行 ISBN 9789861014289
2. 2008年4月25日初版發行 ISBN 9789861014296
3. 2008年7月10日初版發行 ISBN 9789861014302
4. 2008年7月10日初版發行 ISBN 9789861014319
5. 2008年8月12日初版發行 ISBN 9789861014326
6. 2008年8月12日初版發行 ISBN 9789861014333

## 外部連結
- n.m.o. （页面存档备份，存于）（本作作畫根津舞香個人網站）